# 얼 스미스 (1897년)
얼 서턴 스미스(영어: Earl Sutton Smith, 1897년 2월 14일~1963년 6월 8일)는 미국의 프로 야구 선수이다. 1919년부터 1930년까지 메이저 리그 베이스볼(MLB)에서 포수로 뛰었다. 뉴욕 자이언츠, 보스턴 브레이브스, 피츠버그 파이리츠, 세인트루이스 카디널스를 거쳤다.
통산 12시즌, 860경기에 출전해 타율 .303(2264타수 686안타), 225득점, 2루타 115개, 3루타 19개, 46홈런, 355타점, 247볼넷, 출루율 .374, 장타율 .432를 기록했다. 통산 수비율은 .971이었다. 다섯 시즌(1921년, 1922년, 1925년, 1927년, 1928년) 월드 시리즈에 출전해 17경기에서 타율 .239(46타수 11안타)를 기록했다.